# Souleymane Diaby
Souleymane Diaby (Divo, 8 ottobre 1999) è un calciatore ivoriano, difensore del Winterthur.

## Carriera
Il 3 luglio 2021 viene acquistato dal Winterthur, con cui firma un biennale; al termine della prima stagione con i biancorossi conquista la promozione in Super League con i biancorossi, che mancava al club da 37 anni. Il 26 luglio 2022 prolunga fino al 2025.

## Statistiche

### Presenze e reti nei club
Statistiche aggiornate al 4 novembre 2023.
| Stagione        | Squadra         | Campionato      | Campionato | Campionato | Coppe nazionali | Coppe nazionali | Coppe nazionali | Coppe continentali | Coppe continentali | Coppe continentali | Altre coppe | Altre coppe | Altre coppe | Totale | Totale | Totale |
| Stagione        | Squadra         | Comp            | Pres       | Reti       | Comp            | Pres            | Reti            | Comp               | Pres               | Reti               | Comp        | Pres        | Reti        | Pres   | Reti   |        |
| --------------- | --------------- | --------------- | ---------- | ---------- | --------------- | --------------- | --------------- | ------------------ | ------------------ | ------------------ | ----------- | ----------- | ----------- | ------ | ------ | ------ |
| 2021-2022       | Winterthur      | CL              | 26         | 1          | CS              | 2               | 0               | -                  | -                  | -                  | -           | -           | -           | 28     | 1      |        |
| 2022-2023       | Winterthur      | SL              | 30         | 0          | CS              | 1               | 0               | -                  | -                  | -                  | -           | -           | -           | 31     | 0      |        |
| 2023-2024       | Winterthur      | SL              | 10         | 0          | CS              | 2               | 0               | -                  | -                  | -                  | -           | -           | -           | 12     | 0      |        |
| Totale carriera | Totale carriera | Totale carriera | 66         | 1          |                 | 5               | 0               |                    | -                  | -                  |             | -           | -           | 71     | 1      |        |

## Palmarès

### Club

#### Competizioni nazionali
- Challenge League: 1

Winterthur: 2021-2022